# ワルシャワの秋 (テレビドラマ)
『ワルシャワの秋 』は、2003年12月23日放送の日本のテレビドラマ。関西テレビ放送開局45周年記念ドラマである。史実に基づいて構成されたフィクション。ストーリーはすべて日本で展開されるもので、ワルシャワもポーランドも本編画面に登場しない。エンディングの背景にワルシャワが写るだけ。

## あらすじ
帝政ロシア下のシベリアで親を亡くしたポーランドの子供たちを、ポーランドの要請を受けて日本が受け入れることになった。
大阪市天王寺区の大阪赤十字病院の看護師である青木葉子（竹内結子）はポーランドの子供たちの収容所に勤務することになった。収容所にやってきた子供たちは元気がなく不潔になっていた。
医師の柿沼（吹越満）が子供たちの健康診断を始めると、その中に口を開かないカミル（イグナツィ・ザレフスキ）という少年がいた。葉子はカミルの世話をすることになる。
少年カミルは葉子に愛を寄せて離れないようにしていた。しかし、舎外遠足で海へ行ったときに今まで不表情・無口だったカミルが初めて笑い、自分の声でしゃべり、自分の名前はレフ・カチンスキであると言った。
葉子はこれからレフを引き取ると言い張ったが、総婦長に大反対される。
その後、レフは祖国に帰ってから結婚したが1944年に死去した。その後、レフの妻と忘れ形見の息子レフが葉子を訪ねる。息子のレフは長じてオーケストラ指揮者となり、再度来日して自分の公演に葉子を招待する。

## キャスト
- 青木葉子：竹内結子
- 本多隆則：坂口憲二
- 和地典子：山本未來
- 柿沼徳太郎：吹越満
- カミル＝レフ：イグナツィ・ザレフスキ
- カロリナ：アグネシュカ・ピカワ
- ザレフスキ：ダニエル・スコブロニスキ
- アンナ・ヴィルケヴィッチ夫人：アンナ・ロマントフスカ
- 岡村信之：平岳大
- 平島：小林桂樹
- 志津谷りつ：いしだあゆみ
- 青木葉子（中年期）：岸惠子

## スタッフ
- 脚本：田向正健
- 演出：林宏樹
- 音楽：本多俊之
- プロデューサー：笠置高弘
- 製作著作：関西テレビ放送